# هیچ چیز (ترانه)
هیچ چیز (انگلیسی: Nada) تک‌آهنگی از هنرمند اهل کلمبیا شکیرا است که در ۳ نوامبر ۲۰۱۸ منتشر شد. این تک‌آهنگ در آلبوم شخص زرین قرار داشت.